# Marcos Hellberg
Marcos Hellberg, född 1970, är en svensk journalist och TV-producent.
Hellberg är uppväxt i Göteborg. Under 1990-talet arbetade han bland annat för Radio Rix, TV4 Göteborg och SVT:s samhällsprogram Propaganda (1998-1999) och Fittja Paradiso (1999-2000). 2000-2002 ingick han i Mediemagasinets redaktion som reporter. Därefter arbetade han i Debatts redaktion.
Under 2004 arbetade Hellberg med CP-magasinet, ett program om unga med funktionsnedsättning. För detta tilldelades han och programledarna Stora journalistpriset i kategorin "årets förnyare". Under 2005 producerade han dokumentärfilmen Leila Khaled - flygkapare och första säsongen av Svenska dialektmysterier, den senare sänd i början av 2006. Han var senare producent för programmet Böglobbyn. Från 2008 producerade han programmet Världens konflikter, som belönades med TV-priset Kristallen 2010. En andra säsong av Svenska dialektmysterier sändes 2012.
Hellberg har senare gått över till SVT Drama där han varit projektledare för följande serier:
- Ettor & nollor (2014)
- Viva Hate (2014)[6]
- Midnattssol (2016)[7]
- Det mest förbjudna (2016)